# Farruel
Le Farruel est une rivière du sud de la France sous-affluent du Tarn et de la Garonne.

## Géographie
De 12,5 km de longueur, il prend sa source sur la commune de Saint-Jean-Delnous, dans l'Aveyron et se jette dans le Cérou en rive gauche sur la commune de Padiès, dans le Tarn.

## Départements et villes traversées
- Tarn : Padiès, Faussergues, Lédas-et-Penthiès.
- Aveyron : Saint-Jean-Delnous, Lédergues.

## Principaux affluents
Le Farruel n'a pas d'affluents référencés.